# Егоров, Николай Егорович
Николай Егорович Егоров — советский государственный и политический деятель.

## Биография
Родился в 1912 году в Палкине. Член ВКП(б).
С 1930 года — на хозяйственной и политической работе. В 1930—1959 гг. — окончил курсы трактористов, установил рекорд выработки, участник Всесоюзного совещания трактористов, установил очередной рекорд выработки на севе зерновых, бригадир тракторной бригады, директор Палкинской машинно-тракторной станции.
Делегат VIII Всесоюзного съезда Советов, избирался депутатом Верховного Совета СССР 1-го созыва.
Участник Великой Отечественной войны.